# Иван Апостолов (партизанин)
Вижте пояснителната страница за други личности с името Иван Апостолов.
Иван Апостолов (Вандето) е български партизанин.

## Биография
Иван Апостолов е роден на 21 септември 1924 година в с. Белица. Участва в Съпротивителното движение по време на Втората световна война. Партизанин от Партизански отряд „Никола Парапунов“. Убит е в местността Равен в Рила на 16 май 1944 година при престрелка с българската жандармерия.